# علی‌آباد گرنچین
 علی‌آباد گرنچین، روستایی از توابع بخش مرکزی شهرستان خاش در استان سیستان و بلوچستان ایران است.

## جمعیت
این روستا در دهستان کوه سفید قرار دارد و براساس سرشماری مرکز آمار ایران در سال ۱۳۸۵، جمعیت آن ۱۷۹ نفر (۴۰خانوار) بوده‌است.